# Nikita Krjoekov
Nikita Valerjevitsj Krjoekov (Russisch: Никита Валерьевич Крюков) (Dserschinski (Oblast Moskou), 30 mei 1985) is een Russische langlaufer die is gespecialiseerd op de sprint. Hij vertegenwoordigde zijn vaderland op de Olympische Winterspelen 2010 in Vancouver, Canada.

## Carrière
Krjoekov maakte in november 2006 in Kuusamo zijn wereldbekerdebuut, twee maanden later scoorde hij in Rybinsk zijn eerste wereldbekerpunten. Een jaar na zijn debuut behaalde de Rus in Kuusamo zijn eerste toptien klassering. Op de wereldkampioenschappen langlaufen 2009 in Liberec eindigde hij samen met Andrej Parfenov als vierde op het onderdeel teamsprint. In november 2009 stond de Rus in Kuusamo voor de eerste maal in zijn carrière op het podium van een wereldbekerwedstrijd. Tijdens de Olympische Winterspelen van 2010 in Vancouver veroverde Krjoekov olympisch goud op de sprint. In maart 2010, een maand na zijn olympische titel, boekte de Rus in Stockholm zijn eerste wereldbekerzege.

## Resultaten

### Olympische Spelen
| Jaar | Plaats    | Resultaten               |
| ---- | --------- | ------------------------ |
| 2010 | Vancouver | Sprint (klassieke stijl) |

### Wereldkampioenschappen
| Jaar | Plaats  | Resultaten                      |
| ---- | ------- | ------------------------------- |
| 2009 | Liberec | 4e Teamsprint (klassieke stijl) |

### Wereldbeker

#### Eindklasseringen
| Seizoen   | Plaats | Punten |
| --------- | ------ | ------ |
| 2006/2007 | 132e   | 13     |
| 2007/2008 | 56e    | 114    |
| 2008/2009 | 35e    | 203    |

### Wereldbekerzeges
| Datum         | Plaats    | Onderdeel                    |
| ------------- | --------- | ---------------------------- |
| 17 maart 2010 | Stockholm | Sprint (klassieke stijl) WBF |

*WBF = Etappezege in de wereldbekerfinale.